# 有馬新一
有馬 新一（ありま しんいち、1851年2月26日（嘉永4年1月26日）- 1909年（明治42年）12月6日）は、日本の海軍軍人、華族。最終階級は海軍中将。男爵。幼名は新之丞。

## 略歴
薩摩藩士、簗瀬新八の二男として生まれ、有馬純晴の養嗣子となる。戊辰戦争に従軍し、1869年（明治2年）、賞典禄6石を受ける。
1874年（明治7年）11月、海軍兵学校（海軍兵学寮、2期）を首席で卒業し、少尉補任官。1884年（明治17年）12月、「筑波艦」砲術長となり、以後、「天龍艦」副長、「摂津艦」副長、「扶桑艦」副長、「天城」艦長、「武蔵」艦長、「天龍」艦長心得兼海兵教官、海軍参謀部第2課長、佐世保鎮守府海兵団長を歴任。
日清戦争時は「金剛」艦長と「厳島」艦長を勤め、威海衛の戦いでは「厳島」艦長として参戦し功を建てた。「橋立」艦長、「八島」艦長などを歴任し、1897年（明治30年）12月、海軍少将に進級した。竹敷要港部司令官、常備艦隊司令長官、艦政本部長を経て、1902年（明治35年）5月、海軍中将に進級。さらに、海軍教育本部長、呉鎮守府司令長官、佐世保鎮守府司令長官、第1艦隊司令長官、教育本部長（再）、佐世保鎮守府長官（再）を歴任した。1907年（明治40年）9月、男爵を叙爵し華族となった。
1909年（明治42年）11月27日、散歩中に立ち寄った料理店でカキを食べたところ赤痢のような症状（疑似赤痢）に見舞われ、12月6日に佐世保の海軍病院で死去した。

## 栄典
位階
- 1891年（明治24年）12月16日 - 従五位[2]
- 1897年（明治30年）3月1日 - 正五位[3]
- 1902年（明治35年）4月30日 - 従四位[4]
- 1905年（明治38年）1月11日 - 正四位[5]
- 1908年（明治41年）2月29日 - 従三位[6]
- 1909年（明治42年）12月6日 - 正三位[7]

爵位
- 1907年（明治40年）9月21日 - 男爵[8]

勲章等
| 受章年                     | 略綬 | 勲章名                   | 備考 |
| -------------------------- | ---- | ------------------------ | ---- |
| 1889年（明治22年）11月29日 |      | 大日本帝国憲法発布記念章 |      |
| 1895年（明治28年）9月27日  |      | 旭日小綬章               |      |
| 1895年（明治28年）9月27日  |      | 功四級金鵄勲章           |      |
| 1895年（明治28年）11月18日 |      | 明治二十七八年従軍記章   |      |
| 1896年（明治29年）5月26日  |      | 勲三等瑞宝章             |      |
| 1901年（明治34年）12月27日 |      | 勲二等瑞宝章             |      |
| 1902年（明治35年）5月10日  |      | 明治三十三年従軍記章     |      |
| 1906年（明治39年）4月1日   |      | 勲一等旭日大綬章         |      |
| 1906年（明治39年）4月1日   |      | 功二級金鵄勲章           |      |
| 1906年（明治39年）4月1日   |      | 明治三十七八年従軍記章   |      |
| 1909年（明治42年）4月18日  |      | 皇太子渡韓記念章         |      |

## 脚註
1. ↑  『新聞集成明治編年史. 第十四卷』p.178
2. ↑  『官報』第2541号「叙任及辞令」1891年12月17日。
3. ↑  『官報』第4096号「叙任及辞令」1897年3月2日。
4. ↑  『官報』第5644号「叙任及辞令」1902年5月1日。
5. ↑  『官報』第6458号「叙任及辞令」1905年1月12日。
6. ↑  『官報』第7401号「叙任及辞令」1908年3月2日。
7. ↑  『官報』第7937号「叙任及辞令」1909年12月7日。
8. ↑  『官報』第7272号「授爵敍任及辞令」1907年9月23日。
9. ↑  『官報』第1938号「叙任及辞令」1889年12月12日。
10. 1 2  『官報』第3676号「叙任及辞令」1895年9月28日。
11. ↑  『官報』第3889号・付録「辞令」1896年6月17日。p4
12. ↑  『官報』第3879号「叙任及辞令」1896年6月5日。
13. ↑  『官報』第5548号「叙任及辞令」1901年12月28日。
14. ↑  『官報』第5820号・付録「辞令」1902年11月26日。
15. 1 2 3  『官報』号外「叙任及辞令」1907年1月28日。
16. ↑  『官報』第7771号「叙任及辞令」1909年5月24日。